# Nephilengys
Nephilengys ist eine Gattung tropischer Echter Webspinnen aus der Familie der Seidenspinnen (Nephilidae). Die Gattung wurde früher auch in die Familien Echten Radnetzspinnen (Araneidae) und in die Dickkieferspinnen (Tetragnathidae) gestellt. In manchen englischsprachigen Quellen wird diese Gattung auch hermit spiders (deutsch: „Einsiedlerspinnen“) genannt.
Diese Gattung baut einen rohrförmigen Rückzug in ihre Netze, welcher genutzt wird sobald sich die Spinnen gestört fühlen. Wie auch bei der verwandten Gattung Nephila, sind die Weibchen wesentlich größer als die Männchen. Bei der Nephilengys malabariensis beispielsweise sind die Weibchen 20 mm groß, die Männchen hingegen nur 4 mm.

## Systematik und Verbreitung
Die Gattung umfasst momentan nur zwei Arten, da 2013 mehrere Arten von Kuntner et al. in die neue Gattung Nephilingis Kuntner, 2013 ausgegliedert wurden. (Stand: Dezember 2015)
- Nephilengys malabarensis (Walckenaer, 1842) – Indien bis China, Philippinen, Japan, Ambon
- Nephilengys papuana Thorell, 1881 – Neuguinea, Queensland